# 塞南加
16°07′S 23°16′E / 16.117°S 23.267°E

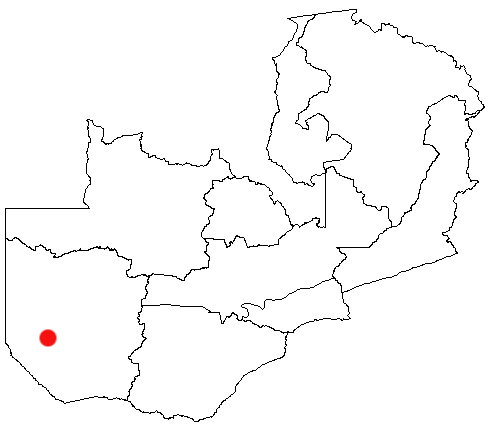

塞南加（英語：Senanga），是贊比亞的城鎮，位於該國西部，由西方省負責管轄，是塞南加縣的首府，處於贊比西河東岸，海拔高度1,100米，主要農作物有玉米、大米和木薯。